# Guntis Osis
Guntis Osis, né le 30 octobre 1962 à Talsi (RSS de Lettonie), est un bobeur soviétique.

## Biographie
Aux Jeux olympiques de 1988 organisés à Calgary au Canada, lors de sa seule participation olympique, Guntis Osis remporte la médaille de bronze en bob à quatre avec Jānis Ķipurs, Juris Tone et Vladimir Kozlov. En 1989, il est suspendu pour dopage pendant deux ans et arrête la compétition.

## Palmarès

### Jeux Olympiques
- : médaillé de bronze en bob à quatre aux Jeux olympiques d'hiver de 1988 à Calgary  Canada.